# Pseudacris streckeri
Pseudacris streckeri es una especie de anfibio anuro distribuido por los Estados Unidos, desde el sur de Kansas hasta Texas y posiblemente en México.